# Carlos Aurensanz
Carlos Aurensanz (Tudela, Navarra, 23 de julio de 1964) es un veterinario y escritor español especializado en novela histórica. Desarrolla su actividad profesional como veterinario de Salud Pública para el Gobierno de La Rioja.

## Biografía
Carlos Aurensanz nació en Tudela en 1964. Cursó sus estudios primarios en un colegio público y la enseñanza secundaria en el Instituto Benjamín de Tudela. En 1982 se trasladó a Zaragoza para cursar la carrera de Veterinaria, título que obtuvo en 1987. Siguió desarrollando toda su actividad profesional como veterinario de Salud Pública en la cercana Comunidad de La Rioja, dentro del campo de la Seguridad Alimentaria.

## Trayectoria literaria
Su primera novela fue publicada por Ediciones B: Banu Qasi, los Hijos de Casio en septiembre del 2009. Posteriormente publicó dos novelas más con los títulos: Banu Qasi, la guerra de Al Ándalus y Banu Qasi, la hora del Califa, completando así la llamada Trilogía de la frontera de Al Ándalus o Trilogía Banu Qasi.
En el 2015 tras varios años inmerso en la novela histórica, cambió de tema y escribió un drama ambientado entre los años 1931 y 1949, La puerta pintada.
En 2016 regresó a la novela histórica con la novela Hasday, el médico del Califa pero esta vez desde el punto de vista de un médico judío. 
En el 2018 publicó la última novela en la editorial Penguin Random House-Ediciones B, con el título El Rey Tahúr. Como protagonista un joven cantero en tiempos de Sancho el Fuerte, donde este rey tiene un personaje secundario. Como base de la trama dos construcciones emblemáticas de la ciudad de Tudela, su catedral y el puente sobre el río Ebro.

## Novelas
- 2009: Banu Qasi, los Hijos de Casio
- 2011: Banu Qasi, la Guerra de Al Ándalus
- 2013: Banu Qasi, la Hora del Califa
- 2015: La Puerta Pintada
- 2016: Hasday, el Médico del Califa
- 2018: El Rey Tahúr
- 2021: El Tejido de los Días
- 2023: El cementerio de cristal